# Molophilus (Molophilus) curtivena
Molophilus (Molophilus) curtivena is een tweevleugelige uit de familie steltmuggen (Limoniidae). De soort komt voor in het Australaziatisch gebied.